# Густаво де Сімоне
Густаво де Сімоне (ісп. Gustavo De Simone, нар. 23 квітня 1948) — уругвайський футболіст, що грав на позиції захисника. По завершенні ігрової кар'єри — тренер. Виступав, зокрема, за клуб «Дефенсор Спортінг», а також національну збірну Уругваю.

## Клубна кар'єра
У дорослому футболі дебютував 1969 року виступами за команду «Дефенсор Спортінг», який виступав у Прімера Дивізіоні Уругваю. У команді виступав до 1974 року. 1972 року разом з «Дефенсор Спортінг» взяв участь у турне по Мексиці, Центральній Америці та Венесуелі.
Завершив кар'єру футболіста в клубі «Чакаріта Хуніорс», за яку виступав протягом 1975 року.

## Виступи за збірну
1 липня 1973 року дебютував у футболці національної збірної Уругваю. У складі збірної поїав на чемпіонат світу 1974 року у ФРН, але на турнірі не зіграв жодного матчу. Востаннє футболку національної команди одягав 27 квітня 1974 року.
Загалом протягом кар'єри у національній команді, яка тривала 2 роки, провів у її формі 7 матчів.

## Кар'єра тренера
По завершенні кар'єри гравця в 1970-х роках розпочав тренерську діяльність. 1986 року очолив тренерський штаб клубу «Ередіано». 1987 року став головним тренером команди Коста-Рика, тренував збірну Коста-Рики два роки.
Згодом протягом 1991 року очолював тренерський штаб клубу «Херес». 1992 року прийняв пропозицію попрацювати у збірній Панами, але того ж року залишив розташування збірної. Центральноамериканська збірна на той час провела дуже невдало кваліфікацію чемпіонату світу й посіла 150-те місце в рейтингу ФІФА.
Протягом тренерської кар'єри також очолював іспанські команди «Картагінес», «Херес Індустріаль» та «Уеска». З 1995 по 1996 рік очолював колумбійський клуб «Кукута Депортіво». У липні 2003 року зайняв посаду головного тренера клубу «Луїс Анхель Фірпо». Станом на вересень 2007 року в тренерському списку уругвайського фахівця перебував клубу другого дивізіону Коста-Рики «Белен», а помічником у де Сімоне працював Клаудіо Хара. В Апертурі 2008 працював головним тренером сальвадорського «Атлетіко Бальбоа», але був звільнений після надзвичайно невдалого матчу 6-го туру, в якому його команда зазнала поразки 3:7 від «Хувентуда Індепендьєнте» на Сан-Хуан-Опіко. Також працював у клубах США та Тайваню.

## Досягнення

### Як тренера
«Картагінес»
- Чемпіонат Коста-Рики
  -  Срібний призер (1): 1986/87

«Кукута Депортіво»
- Другий дивізіон чемпіонату Колумбії
  -  Чемпіон (1): 1996

«Луїс Анхель Фірпо»
- Чемпіонат Сальвадору
  -  Срібний призер (1): 2003 (Сальвадор)

«Халапа»
- Другий дивізіон чемпіонату Гватемали
  -  Чемпіон (1): 2007 (Апертура)

«Атлетіко Бальбоа»
- Другий дивізіон чемпіонату Сальвадору
  -  Чемпіон (1): 2008